# Независимая регистраторская компания
АО «Независимая регистраторская компания» (НРК) — реестродержатель, профессиональный участник рынка ценных бумаг. Компания входит в ТОП — 10 российских регистраторов по данным Банка России. Компания является членом саморегулируемой организации Профессиональной Ассоциации Регистраторов, Трансфер-Агентов и Депозитариев (ПАРТАД), Российского союза промышленников и предпринимателей (РСПП), Ассоциации региональных банков России и участником Системы Трансфер-Агентов и Регистраторов (СТАР).

## История
АО «Независимая регистраторская компания» работает на российском рынке ценных бумаг с 1996 года, когда она была основана под брендом ЗАО «Национальная регистрационная компания» (ЗАО «НРК»). С 2003 до середины 2015 года компания была единственным в России профессиональным реестродержателем с иностранным капиталом. Ее основным акционером была международная группа Computershare. В 2010 году ЗАО «НРК» было переименовано в «Компьютершер Регистратор». Компания вела активную политику по поглощению других ведущих российских регистраторов. Так, в 2013 году был приобретен бизнес по ведению реестра ЗАО «Единый регистратор», а в 2014 году к «Компьютершер Регистратор» был присоединён «Регистратор НИКойл». В октябре 2015 года был проведён ребрендинг компании — новое АО «Независимая регистраторская компания» (АО «НРК»).

## Изменение состава акционеров
В июле 2015 года группа Computershare приняла решение уйти из России, продав свой бизнес группе независимых российских инвесторов. Если ранее компания принадлежала одному собственнику, то с июля 2015 года ни одному из акционеров не принадлежит контрольный пакет акций компании, при этом 50 % акций принадлежат 2 участникам российского фондового рынка, в том числе 25 % — аттестованному специалисту регистраторского рынка.
В 2019 году была присоединена к АО «Независимая регистраторская компания Р.О.С.Т.».

## Деятельность
Независимая регистраторская компания предоставляет спектр услуг в области ведения и хранения реестров акционеров эмитентов, ведению реестра ипотечных сертификатов участия (ИСУ), специализированному регистраторскому обслуживанию. Регистратор также сопровождает различные корпоративные действия (собрания акционеров, выкупы ценных бумаг, реорганизации и т. д.), выплату дивидендов акционерам клиентов и оказывает услуги в области корпоративного консалтинга.

## Статьи
- Computershare: Регистратор ценных бумаг выходит в онлайн. Деловой Петербург (15 января 2013). Дата обращения: 29 августа 2016.